# Кибернетический эксперимент
Кибернетический эксперимент состоит в том, что исходная система управления заменяется моделью, которая затем изучается. Принципиально моделирование состоит в создании системы управления, изоморфной или приближенно изоморфной данной, и в наблюдении за её функционированием .
Для реализации кибернетического эксперимента часто используются имитационное моделирование или компьютерное моделирование. При этом основным принципом является принцип „черного ящика“. Кибернетический принцип "черного ящика" был предложен Н. Винером . В отличие от аналитического подхода, при котором моделируется внутренняя структура системы, в методе "черного ящика" моделируется внешнее функционирование системы. Таким образом, с точки зрения экспериментатора структура системы (модели) спрятана в черном ящике, который имитирует только поведенческие особенности системы.

## Информационные модели
В кибернетическом эксперименте исследуют информационные модели, которые различаются по типу запросов к ним:
1. Моделирование отклика системы на внешнее воздействие
2. Прогноз динамики изменения системы
3. Оптимизация параметров системы по отношению к заданной функции ценности
4. Адаптивное управление системой

В самом простейшем случае, при моделировании отклика системы, примем что X - вектор, компоненты которого некоторые количественные свойства системы, а X' - вектор внешних воздействий. Тогда отклик системы может быть описан вектор-функцией F: Y = F(X,X'), где Y - вектор отклика. Задачей кибернетического эксперимента (моделирования) является идентификация системы F, состоящая в нахождении алгоритма или системы правил в общей форме Z=G(X,X'). То есть нахождение ассоциаций каждой пары векторов (X,X') с вектором Z таким образом, что Z и Y близки. При этом информационной моделью системы F называется отношение Z=G(X,X'), воспроизводящее в указанном смысле функционирование системы F.

## Искусственная нейронная сеть как вид информационной модели
Искусственные нейронные сети являются одним из подходов представления информационных моделей. Нейронная сеть может быть формально определена, как совокупность процессорных элементов (нейроны), обладающих локальным функционированием, и объединенных связями (синапсы). Сеть принимает некоторый входной сигнал из внешнего мира, и пропускает его сквозь себя с преобразованиями в каждом процессорном элементе. Таким образом, в процессе прохождения сигнала по связям сети происходит его обработка, результатом которой является определенный выходной сигнал. Таким образом нейронная сеть выполняет функциональное соответствие между входом и выходом, и может служить информационной моделью G системы F.